# Rudolf Müller (Politiker, 1915)

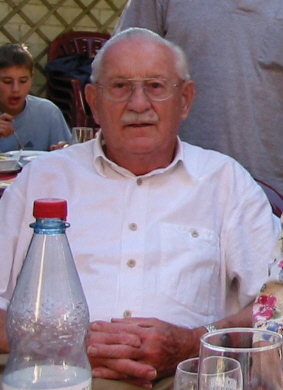
Rudolf Müller bei einem Ausflug der FDP Hohenlohe in Mainhardt

Rudolf Müller (* 27. November 1915 in Ahorn-Eubigheim; † 25. August 2011 in Künzelsau) war ein deutscher Politiker der FDP.

## Leben und Politik
Rudolf Müller war Diplom-Landwirt und Geschäftsführer des Flachswerkes in Künzelsau. Am 27. November 1937 beantragte er die Aufnahme in die NSDAP und wurde rückwirkend zum 1. Mai desselben Jahres aufgenommen (Mitgliedsnummer 5.144.840).
Müller gehörte von 1964 bis 1989 dem Gemeinderat von Künzelsau an. Er war von 1971 bis 1972 Mitglied des Kreistags des ehemaligen Landkreises Künzelsau und wurde im Jahre 1973 in den Kreistag des damals neugebildeten Hohenlohekreises gewählt, dem er ununterbrochen bis zum Jahr 1989 angehörte. Von 1973 bis 1989 gehörte Herr Müller dem Verwaltungsrat der Sparkasse Hohenlohekreis an. Rudolf Müller vertrat den damaligen Wahlkreis Öhringen von 1964 bis 1972 im Landtag von Baden-Württemberg. Von 1969 an war er stellvertretender Vorsitzender der FDP/DVP-Fraktion. 1984 lehnte Rudolf Müller die Annahme des Bundesverdienstkreuzes ab.